# Clássico Emoção
Clássico Emoção também conhecido como clássico dos campeões é o clássico entre as equipes do Botafogo Futebol Clube de João Pessoa e o Campinense Clube de Campina Grande. É o clássico entre os dois clubes mais vitoriosos do Estado da Paraíba. O Botafogo é o maior vencedor do Campeonato Paraibano de Futebol além de ser o único Campeão Brasileiro do estado da Paraíba reconhecido pela CBF, quando conquistou a Série D de 2013. Já o Campinense é a segunda maior agremiação vencedora do Campeonato Paraibano de Futebol, além de possuir a maior sequência de títulos estaduais, sendo hexa-campeã nos anos de 1960 a 1965. E também é a única equipe da Paraíba a conquistar a Copa do Nordeste, em 2013.

## História
O clássico possui o recorde do maior público já registrado na Paraíba, ocorrido na decisão do terceiro turno do Campeonato Paraibano de Futebol de 1998, no dia 15 de Novembro de 1998, quando no estádio Almeidão foi registrado um público de 44.268 pessoas.
Botafogo e Campinense já decidiram 13 vezes o Campeonato Paraibano. A equipe cartola leva vantagem contra o alvinegro da capital, sendo campeã nos anos 1965, 1971, 1979, 1980, 2015, 2016 e 2022. Já o Botafogo levou a melhor nos anos de 1977, 1984, 1998, 2014, 2018 e 2019.

## Estatísticas
| Estatísticas           |     |
| Número de jogos        | 313 |
| Vitórias do Botafogo   | 115 |
| Vitórias do Campinense | 113 |
| Empates                | 85  |
| Gols do Botafogo       | 361 |
| Gols do Campinense     | 368 |

### Última partida
Botafogo-PB 1x1 Campinense - Campeonato Brasileiro - Série C 2022